# Mengčong
Mengčong (tradicionalno kitajsko 蒙衝, poenostavljeno kitajsko 蒙冲, pinjin méngchōng) je bila z usnjem prekrita rečna vojna ladja, ki je bila v rabi na Kitajskem v 2. in 3. stoletju n. št. Pomembno vlogo je odigrala v bitki pri Rdečih pečinah na reki Jangce pozimi leta 208/209. Džov Ju, poveljnik vojske Vzhodnega Vuja je ukazal Huang Gaju, naj skupino mengčongov naloži z vnetljivimi materiali in z gorečimi ladjami napade Cao Caovo floto. Napad je bil uspešen.
Mengčonge so kasneje uporabljali tudi v mornaricah dinastij Sui in Tang. 

## Sklic
1. ↑  »Shipbuilding in Ancient China«. vod.sxrtvu.edu. Arhivirano iz prvotnega spletišča dne 23. septembra 2019. Pridobljeno 23. septembra 2019.